# سيف وكوكب

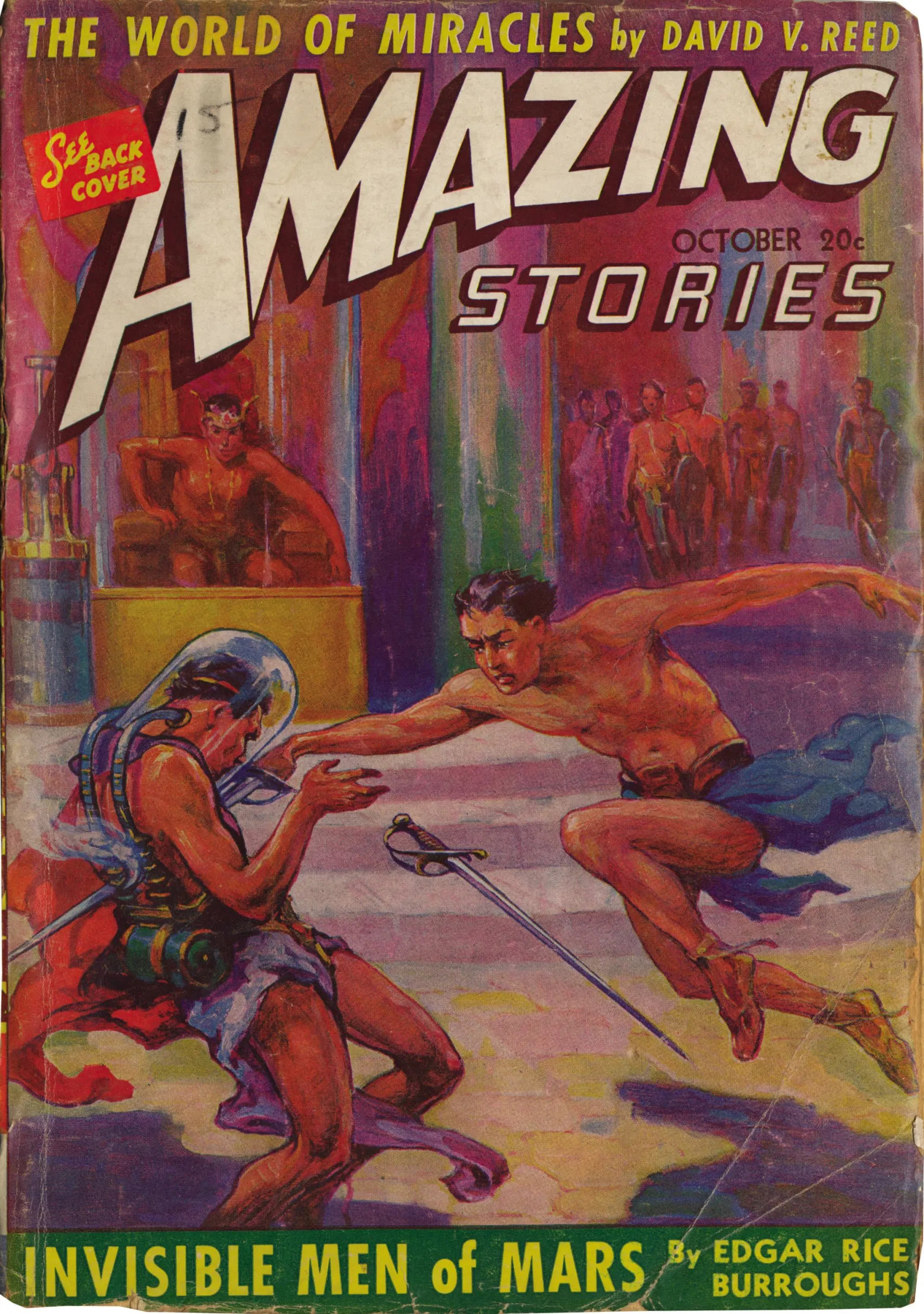
غلاف "قصص مذهلة"، أكتوبر/تشرين الأول 1941.

السيف والكوكب هو جنيس من الفنتازيا العلمية يعرض قصص مغامرات مثيرة على كواكب أخرى، وعادةً ما يظهر البشر كأبطال. الاسم مشتق من أبطال هذا النوع الذين يقومون بإشراك خصومهم في القتال اليدوي بشكل أساسي باستخدام أسلحة المشاجرة البسيطة مثل السيوف، حتى في بيئة غالباً ما تحتوي على تقنية متقدمة. النموذج الأولي لهذا النوع هو «أميرة المريخ» من تأليف إدغار رايس بوروس والذي تحول لمسلسب بواسطة (All-Story) في عام 1912 تحت عنوان «تحت أقمار المريخ».